# 페라리 550 마라넬로
페라리 550 마라넬로(영어: Ferrari 550 Maranello)는 페라리에서 1996년부터 2002년까지 생산했던 GT카이다.

## 사양

### 차체
550은 전방 엔진, 후륜 구동 트랜스 액슬 레이아웃을 사용했으며, 6단 기어박스는 제한 슬립 차동 장치와 함께 리어 액슬에 있다. 섀시는 알루미늄 바디 패널이 납땜된 튜브형 강철 스페이스 프레임이었다.

### 엔진

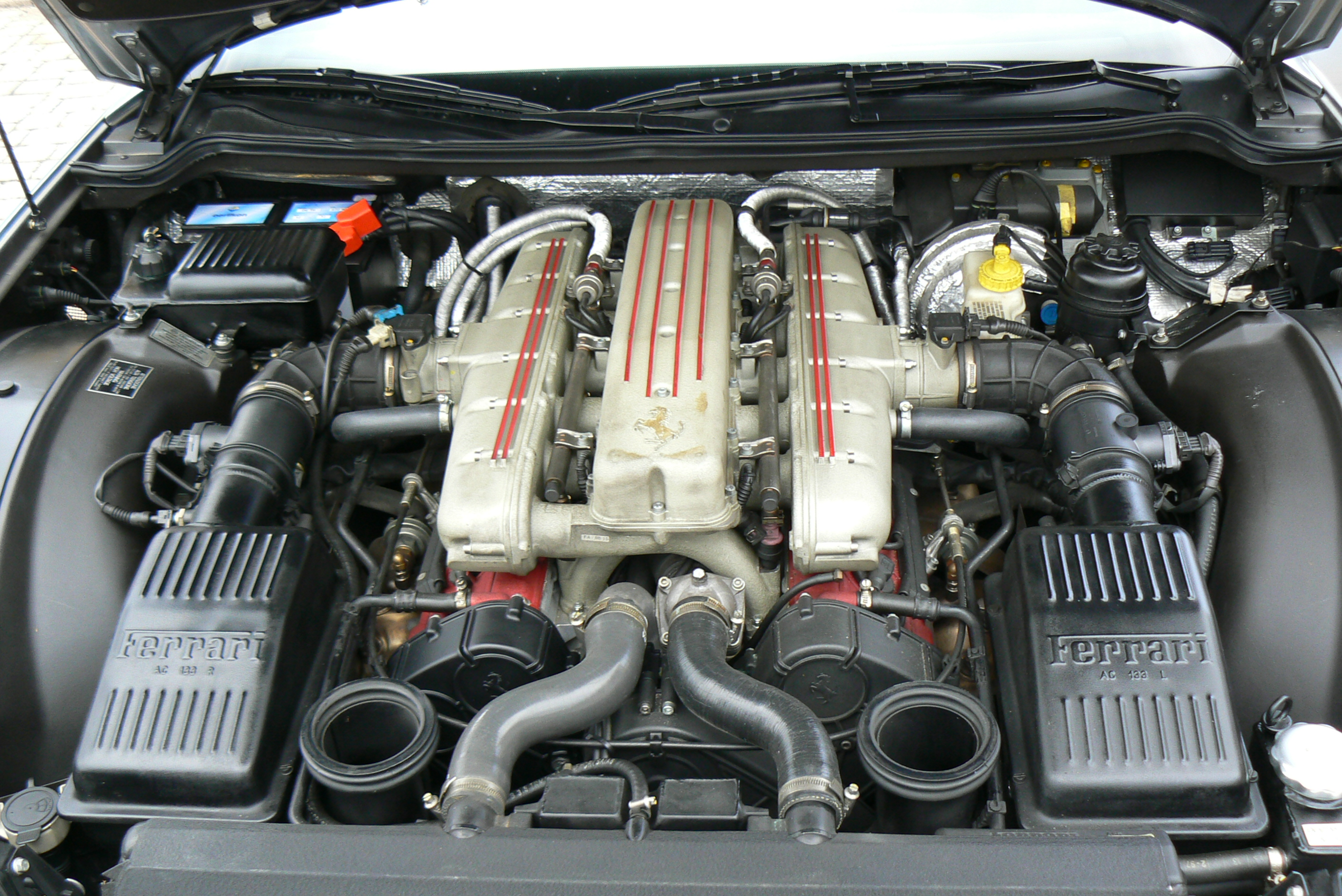
Tipo F133A V12 엔진

F133 A 엔진은 실린더당 4개의 밸브, 이중 오버헤드 캠 및 가변 길이 흡기 매니폴드가 있는 자연 흡기 65° V12이다. 배기량이 5,474 cc (334.0 cu in)이고 7,000rpm에서 485 PS (357 kW; 478 hp), 5,000rpm에서 568.1 N·m (419 lb·ft)를 생성하며 보어 및 스트로크는 88mm 및 75mm를 측정한다. Barchetta의 엔진은 매우 유사하며 출력은 동일하지만 F133 C 엔진 코드를 전달한다.

### 성능
페라리에 따르면 550 마라넬로의 최고 속도는 320 km/h (199 mph)였으며 정지 상태에서 4.4초만에 100 km/h (62 mph)까지 가속 할 수 있다.

## 수상
5.5L F133 V12 엔진은 2000년과 2001년에 올해의 국제 엔진상에서 4리터 이상의 등급을 부여받았다.

## 미디어에서의 등장
- 니드 포 스피드: 하이 스테이크